# David van Weel

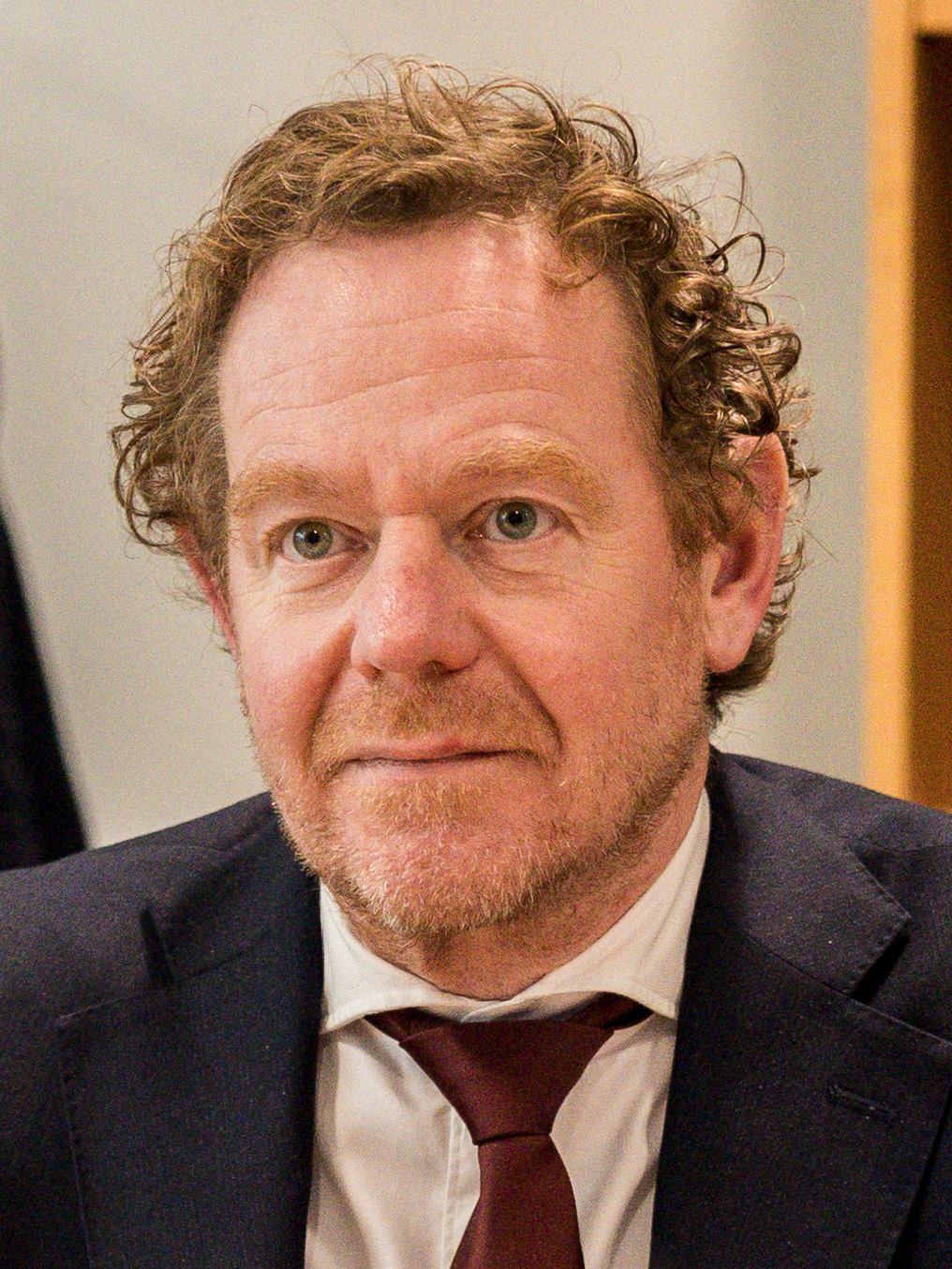
David van Weel (2025)

David Martijn van Weel (* 4. August 1976 in Rotterdam) ist ein niederländischer Diplomat, Beamter sowie Veteran, der seit dem 2. Juli 2024 Minister für Justiz und Sicherheit im Kabinett Schoof ist. Seit dem 3. Juni 2025 ist er außerdem Minister für Asyl und Migration. 

## Militär
Van Weel begann seine Karriere bei der Königlichen Niederländischen Marine, wo er nach seinem Abschluss an der Marineakademie (1994–1999) auf verschiedenen Fregatten, unter anderem als Austauschoffizier bei der britischen Royal Navy, diente. Van Weel hat einen Abschluss in Geschichte. Er arbeitete als Stabsoffizier für Mittel- und osteuropäische Länder im Verteidigungsstab und beendete seine Zeit bei der Marine als Offizier der Ersten Kriegsführung und Navigationsoffizier.

## Politik
Van Weel trat 2004 in das niederländische Verteidigungsministerium ein, wo er als leitender Politikberater für die Operationen in Afghanistan und Libyen tätig war und die Politik in den Bereichen NATO, Nuklearpolitik und Abrüstung, Sondereinsätze sowie die Vorbereitung des niederländischen Verteidigungshaushalts koordinierte. Später diente er als Kabinettschef des Verteidigungsministers und des Staatssekretärs (2012–2014) und als Direktor für internationale Angelegenheiten und Operationen/Politik (2014–2016).
Ab 2016 war Van Weel Berater für Außen- und Verteidigungspolitik von Premierminister Mark Rutte. Im Jahr 2020 wurde er stellvertretender Generalsekretär für Innovation, Cyberverteidigung und hybride Bedrohungen der NATO unter Generalsekretär Jens Stoltenberg. Der Rundfunksender NOS stellte fest, dass Van Weel nach dem Beginn der russischen Invasion in der Ukraine im Februar 2022 häufiger öffentlich auftrat.
Im Juli 2024 wurde er für die Volkspartei für Freiheit und Demokratie (VVD) Minister für Justiz und Sicherheit im Kabinett Schoof.